# Кумторкала (станция)
Кумторкала — упразднённая станция (тип населённого пункта) в Кумторкалинском районе Дагестана. Исключена из учётных данных в 1975 г.

## Географическое положение
Располагалась у железнодорожная станция Кумтор-Кале на линии Шамхал — Буйнакск Северо-Кавказской железной дороги, на левом берегу реки Шураозень у подножья бархана Сарыкум, в 4 км (по прямой) к юго-западу от районного центра села Коркмаскала.

## История

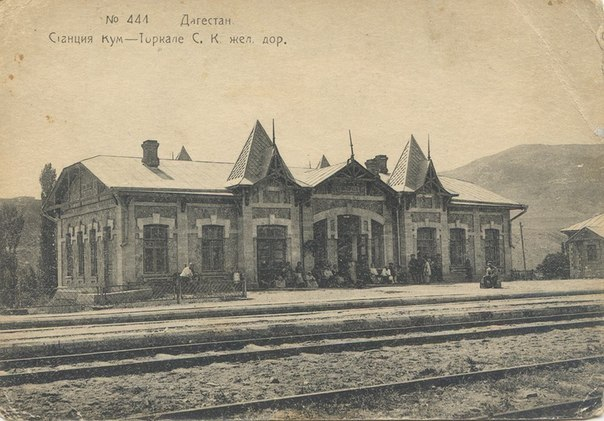

Населённый пункт возник в 1916 году в связи со строительством железнодорожной станции Кумтор-Кале. По данным на 1929 год железнодорожная станция Кум-Торкале состояла из 18 хозяйств. В административном отношении входила в состав Кум-Торкалинского сельсовета Махачкалинского района. В 1939 год станция Кумторкала входила в состав Кумторкалинского сельсовета Кумторкалинского района.
Указом ПВС ДАССР от 24.09.1975 г. ж/д ст. Кумторкала исключена из учётных данных.

## Население
По переписи 1926 года на станции проживало 53 человека (28 мужчин и 25 женщин), из которых: русские — 38 %, кумыки — 34 %, татары — 11 %, аварцы — 9 %, персы — 6 %, осетины — 2 %.
По переписи 1939 года на станции проживало 23 человека, в том числе 9 мужчин и 14 женщин.